# Still (album Joy Division)
Still – pierwszy album kompilacyjny zespołu Joy Division, wydany 8 października 1981 roku przez wytwórnię Factory. 

## Historia
Śmierć Iana Curtisa spowodowała masowe wydawanie bootlegów prawdopodobnie motywowanych chęcią zysku. Wpisując się w ten nurt wytwórnia Factory wydała jeszcze w 1981 roku zbiór nagrań studyjnych oraz koncertowych Joy Division. Still został wydany miesiąc przed tym, jak pozostali po śmierci Iana Curtisa członkowie zespołu wydali, pod nazwą New Order, swój debiutancki album, Movement. Utwory studyjne, choć nierówne, stanowią uzupełnienie muzycznej historii zespołu. Znalazły się wśród nich takie nagrania jak: „Ice Age”, „The Kill”, „Glass”, „The Sound of Music” i „Dead Souls”. Część koncertową rozpoczyna „Sister Ray”, cover zespołu The Velvet Underground, zakończony dowcipnym żartem Curtisa: „Powinieneś usłyszeć naszą wersję, Louie, Louie”. Pozostałe utwory koncertowe zostały zarejestrowane podczas ostatniego występu zespołu w Birmingham High Hall. Wśród nich najbardziej zwraca uwagę obecność „Ceremony”, ostatecznie wydanego jako pierwszy singiel New Order.

## Lista utworów
Zestaw utworów na 2-płytowym wydawnictwie winylowym, wydanym w 1981 roku przez Factory Records:

### Strona 1
| 1. | Exercise One       | 3:05  |
|    |                    |       |
| 2. | Ice Age            | 2:22  |
|    |                    |       |
| 3. | The Sound Of Music | 3:53  |
|    |                    |       |
| 4. | Glass              | 3:55  |
|    |                    |       |
| 5. | The Only Mistake   | 4:15  |
|    |                    |       |
|    |                    | 17:30 |
|    |                    |       |

### Strona 2
| 1. | Walked In Line       | 2:46  |
|    |                      |       |
| 2. | The Kill             | 2:14  |
|    |                      |       |
| 3. | Something Must Break | 2:47  |
|    |                      |       |
| 4. | Dead Souls           | 4:52  |
|    |                      |       |
| 5. | Sister Ray*          | 7:34  |
|    |                      |       |
|    |                      | 20:13 |
|    |                      |       |

### Strona 3
| 1. | Ceremony          | 3:50  |
|    |                   |       |
| 2. | Shadowplay        | 3:54  |
|    |                   |       |
| 3. | Means To An End   | 4:01  |
|    |                   |       |
| 4. | Passover          | 5:05  |
|    |                   |       |
| 5. | New Dawn Fades    | 4:01  |
|    |                   |       |
| 6. | Twenty Four Hours | 4:00  |
|    |                   |       |
|    |                   | 24:51 |
|    |                   |       |

### Strona 4
| 1. | Transmission | 3:33  |
|    |              |       |
| 2. | Disorder     | 3:20  |
|    |              |       |
| 3. | Isolation    | 3:05  |
|    |              |       |
| 4. | Decades      | 5:22  |
|    |              |       |
| 5. | Digital      | 3:53  |
|    |              |       |
|    |              | 19:13 |
|    |              |       |
- producent muzyczny – Martin Hannett
- inżynier dźwięku  – Chris Nagle
- strony 3 i 4 nagrane w Birmingham University 2 maja 1980
- Sister Ray* – nagrana w The Moonlight Club, Londyn, 3 kwietnia 1980
- wszystkie piosenki napisane przez Joy Division
- publikacja – Fractured Music, Sunbury Music Ltd.
- Sister Ray* – napisana przez Reed/Tucker/Morrison/Cale, zaaranżowana przez Joy Division